# New Zealand Story Revolution
New Zealand Story Revolution, conocido en Japón como New Zealand Story DS, es un videojuego de plataformas lateral desarrollado por la compañía Marvelous y publicado en el año 2007 en los Estados Unidos, Unión Europea, Japón y Australia exclusivamente para el sistema portátil Nintendo DS. Este título es una nueva versión del clásico juego The New Zealand Story, presenta gráficos y sonido actualizados, varios cambios significativos en la jugabilidad, nuevos minijuegos para multijugador y nuevas funcionalidades específicas para hacer uso de la pantalla táctil.

## Información general
New Zealand Story Revolution es un videojuego de plataformas lateral que nace como parte de la serie Taito Revolution, estos son nuevas versiones de juegos clásicos de Taito desarrollados por la compañía Marvelous para adaptarlos específicamente al sistema Nintendo DS. Esta fue hecha en base al clásico juego de Arcade, The New Zealand Story, lanzado originalmente en el año 1988.
New Zealand Story Revolution fue publicado en el año 2007 en Japón por la compañía CyberFront y en las regiones de Europa y Australia por Rising Star Games. En España fue distribuido por Virgin Play. En el año 2008 fue publicado en la región de los Estados Unidos por Ignition Entertainment. La edición europea del juego contiene una traducción completa al español.
Esta versión ofrece varios cambios con respecto al original. En cuanto a la presentación, se han renovado los gráficos, volviéndolos más coloridos y detallados y cambiando el aspecto de los personajes, la pantalla superior muestra el juego, mientras que la inferior cumple funciones secundarias, relacionadas con los minijuegos. La música del juego recrea los temas originales de forma más instrumental y se ha producido una variante distinta del tema clásico de TNZS para cada nivel. Los efectos sonoros siguen siendo igual de caricaturescos y ruidosos que en el original.
La jugabilidad también ha sufrido grandes cambios, el protagonista, Tiki, ahora posee nuevos movimientos que lo hacen más dinámico y ligero y facilitan la tarea al jugador. Entre las nuevas habilidades de Tiki están: correr, cambiar la dirección del disparo, cargar poder y dar un doble salto. También se han agregado nuevos vehículos que ya no son solo aéreos, sino también terrestres y acuáticos. Las armas especiales de Tiki han sido reemplazadas por completo, ahora puede usar la flecha de fuego, la flecha de hielo y la espada. También se ha agregado una barra corazones que le permite a Tiki recibir tres golpes antes de morir, con lo que el juego se vuelve más permisivo.
A pesar de todos los cambios, el juego mantiene todos los elementos que se destacaron en el Arcade original: los niveles laberínticos y repletos de espinas, los mismos enemigos, los portales secretos y los niveles del cielo, unos controles sencillos y muy precisos y una dificultad alta pero superable con la práctica. El juego incluye 20 niveles, muchos de ellos son prácticamente los mismos que en el original, aunque algunos otros presentan zonas distintas o han cambiado por completo.
La principal novedad de esta versión, es el agregado de funciones y minijuegos específicos para hacer uso de la pantalla táctil. Estos aparecen como escenas de bonus dentro del juego principal, pero también son jugables en el modo multijugador en donde adquieren carácter competitivo y están diseñados para partidas entre hasta cuatro personas.
También es notable el agregado de una función para guardar automáticamente el progreso de la partida. De modo que el jugador puede escoger cualquiera de los niveles ya completados para comenzar a jugar.

## Juego principal

### Argumento
La historia se centra en Tiki, un pequeño kiwi que vive felizmente junto con varios de su misma especie y su novia Phee-phee en el zoológico de North Island. Hasta que un día aparece Wally, una foca leopardo que captura a todos los kiwis y se los lleva para venderlos a distintos lugares de Nueva Zelanda. Tiki es el único que consigue escapar y ahora emprende un largo viaje en busca de sus amigos y de Phee-phee.

### Personajes
- Tiki: Tiki es el protagonista del juego. Es un pequeño kiwi que busca rescatar a sus amigos recorriendo todo Nueva Zelanda. Su arma principal es un arco que dispara flechas ilimitadas a gran velocidad, también puede robarse los vehículos de los enemigos para poder volar.
- Los kiwis: Un grupo de 20 kiwis que vivían alegremente en el zoológico de North Island, hasta que fueron capturados, vendidos y enjaulados en distintos zoológicos. Ahora dependen del valiente Tiki para ser rescatados.
- Phee-phee: La novia de Tiki, es una kiwi que fue secuestrada junto con los demás por el villano Wally. En lugar de ser vendida como los otros, Wally la conservó y Tiki tendrá que derrotar a la enorme foca leopardo para poder recuperarla.
- Wally: Wally es el villano del juego, es una foca leopardo que vive en el Océano Antártico y viaja hasta Nueva Zelanda para capturar y vender kiwis por mucho dinero. A pesar de su enorme tamaño, utiliza un gigantesco globo para volar y posee además un cañón para combatir.

### Niveles
El juego consta de cinco niveles o asaltos, cada uno dividido en cuatro subniveles. 
- Round 1: Auckland - Jefe: Ice Whale
- Round 2: Rotorua - Jefe: Giant Spider
- Round 3: Waitomo Caves - Jefe: Automated Daruma
- Round 4: Wellington - Cook Strait - Jefe: White Squid
- Round 5: Hanmer Springs - Mt. Cook - Jefe: Wally
- Cielo

### Mecánica y jugabilidad
El jugador controla al personaje Tiki. Este es un diminuto kiwi que tiene las habilidades básicas de caminar, correr, saltar y disparar. El objetivo del juego es conducir a Tiki a lo largo de un escenario, primero en busca de la llave, y luego al final del nivel en donde se encuentra a un kiwi enjaulado para liberarlo y así pasar a la siguiente fase. 
A lo largo de los niveles aparecen numerosos enemigos que intentan eliminar a Tiki. El jugador debe atacarles y destruirlos de forma rápida antes de que se acumulen o comiencen a atacar. Tiki tiene por defecto la habilidad de disparar flechas a gran velocidad y de forma ilimitada, normalmente Tiki dispara hacia delante pero se puede ajustar su ángulo de disparo a cualquier dirección. Esta habilidad destruye a los enemigos al instante.
Una habilidad fundamental de Tiki es la de montarse en un vehículo para poder comenzar a volar. Los vehículos del juego son en su mayoría distintos tipos de globos, cada uno con sus propias características; por ejemplo, el globo de pato es más ligero y el globo de acero es inmune a los proyectiles comunes pero resulta muy pesado. Para conseguir uno de estos vehículos, hay que robárselo a uno de los enemigos voladores, Tiki debe tratar de eliminar al enemigo que está arriba del globo pero sin causar daño al vehículo en cuestión para evitar que explote. También aparecen vehículos terrestres y acuáticos pero estos no resultan esenciales para avanzar.
Los niveles están construidos de modo que en algunas partes es más conveniente avanzar caminando, debido a que hay pasillos estrechos repletos de espinas, mientras que en otras áreas es necesario pasar volando, debido a que el salto de Tiki no sirve para llegar tan alto. También se encuentran zonas de agua en donde Tiki debe pasar nadando, cuando está sumergido un medidor de oxígeno comienza a mostrar cómo el aire se va consumiendo y si no sale a la superficie pronto, Tiki se ahoga.
La gran dificultad del juego radica en que los enemigos aparecen espontáneamente en áreas determinadas cuando Tiki se acerca, y es muy común que si el jugador avanza muy rápido, le aparezca un enemigo por sorpresa a su lado y lo elimine fácilmente. Esta constituye una gran causa de muerte y en ocasiones es inevitable a menos que el jugador ya sepa previamente en donde van a aparecer los enemigos. Los enemigos comunes no dañan a Tiki al tocarlo, sino que le disparan proyectiles. Los enemigos espinosos en cambio, si pueden matar a Tiki al contacto. Otro gran obstáculo son las superficies espinosas, que dañan a Tiki si llega a tocarlas y son cada vez más abundantes al progresar el juego. El jugador también debe tener en cuenta que hay un límite de tiempo para completar el nivel, si se tarda demasiado, comienza a sonar una alarma y al cabo de un instante llega un enemigo invencible con aspecto de diablo que persigue al héroe hasta liquidarlo.
Tiki tiene una barra de salud de tres corazones, que le permite recibir daño tres veces antes de morir, aunque algunos ataques especiales como el láser y el fuego lo eliminan de un golpe. Tiki cuenta por defecto con tres vidas, cada vez que pierde una, continúa jugando desde el punto en donde murió. En cambio, si Tiki pierde todas sus vidas, se ofrece al jugador la posibilidad de continuar y este debe reiniciar la etapa en donde perdió. Una rareza de este juego es que a partir del tercer nivel, si Tiki pierde todas sus vidas, se va al cielo y puede jugar en un corto nivel en donde, si logra hallar la salida, resucita y vuelve al juego.
A lo largo de los escenarios, se pueden ir recogiendo ítems que ayudan a Tiki. Los ítems normalmente aparecen aleatoriamente al derrotar a un enemigo, por lo general se consigue una fruta que sirve para sumar puntos, aunque con menos frecuencia se pueden obtener armas especiales como el disparo de fuego que incinera a los enemigos y la flecha de hielo que convierte a los malos en enormes cubos de hielo. También hay ítems con efectos beneficiosos como el reloj para congelar a todos los enemigos o el joystick, que permite a Tiki volar usando el mando direccional. También aparecen ocultas distintas letras que el jugador debe reunir para formar la palabra "EXTEND" y así ganar una vida adicional. Otra ventaja que recibe el jugador es la presencia de atajos secretos que permiten saltear varios niveles.
Dentro de los niveles además habrá partes especiales en donde el jugador tiene que usar la pantalla táctil. Algunos son minijuegos de bonus en donde sólo hay que sumar puntos, pero otras partes obligan a usar la pantalla táctil dentro de los niveles convencionales. Por ejemplo, al llegar a una compuerta, la pantalla táctil muestra una manilla que el jugador debe girar con el stylus en sentido horario tres veces para poder abrirla. En niveles más avanzados esto se dificulta ya que se pide al jugador girar de la manilla cuando Tiki está bajo el agua y el oxígeno se va agotando o cuando está siendo atacado por enemigos, obligando así al jugador a alternarse rápidamente entre el mando normal y el stylus.
En la cuarta etapa de cada nivel, Tiki no debe buscar la llave y en su lugar debe avanzar directamente hasta el final en donde peleará contra un jefe gigantesco. La batalla contra los jefes se caracteriza por ocupar las dos pantallas de la Nintendo DS para mostrar el enorme escenario cerrado. Cada jefe además presenta un reto único y tiene uno o varios puntos débiles que el jugador debe atacar para poder derrotarlo. Al vencer al jefe, el jugador puede pasar al siguiente nivel. En el último nivel, Tiki se enfrenta con Wally, tras derrotarlo el juego termina y corren la escena final y los créditos.

## Minijuegos
Los minijuegos normalmente aparecen dentro del modo principal como zonas especiales. Mientras que en el modo multijugador se convierten en juegos competitivos para jugar con hasta cuatro personas conectadas.

### Toca la diferencia
Este minijuego utiliza la forma de juego normal, las dos pantallas muestran exactamente lo mismo, con la diferencia de que en la pantalla inferior hay un objeto distinto que no se encuentra en la imagen de arriba, este es comúnmente un muñequito dorado. El objetivo es encontrar este objeto y tocarlo para ganar.

### Tiki-cesta
En este modo hay una gran canasta que se mueve en la pantalla superior y varios Tikis ordenados en la pantalla táctil. El objetivo es arrastrar rápidamente a los Tikis de manera de lanzarlos hacia arriba y tratar de encestarlos. Gana el jugador que tiene más anotaciones cuando se agota el tiempo.

### Pesca
En este minijuego Tiki aparece pescando en un bote en la pantalla superior y en la pantalla táctil se muestra el fondo del agua en donde hay varios peces moviéndose y un anzuelo en el centro. Para pescar hay que desplazar el anzuelo de modo que quede en la trayectoria de algún pez. Una vez que pique el anzuelo, hay que saltar con el botón convencional para que Tiki capture al pez que salta. El jugador que consigue capturar más peces es el vencedor.

### Cuerda floja
Aquí solamente hay que prestar atención a la pantalla táctil, en donde Tiki aparece haciendo equilibrio con una pértiga sobre una cuerda floja. El jugador tiene que mover los bordes de la pértiga cuando nota que se están desequilibrando para que siempre quede lo más horizontal posible, pero acomodarlos retrasa un poco a Tiki. Gana el primero que llega al final.

## Recepción y crítica
New Zealand Story Revolution ha recibido opiniones variadas por parte de la crítica especializada. Jkdmedia de Beta Gamezone.com lo calificó con un 6.9/10 y lo definió como: "sumamente difícil, pero a los fans del juego no le hubiera gustado de otro modo. Para los jugadores modernos, se verá frustrante y avejentado, pero si conoces al original, prepárate para perderte en el juego una vez más." Daemon Hatfield de IGN.com lo calificó con un 5.6/10 catalogándolo como "mediocre", definió como aspectos positivos a los gráficos y sonidos, y como factor negativo a problemas de la jugabilidad como los enemigos que reaparecen y la falta de atractivo para el público actual. Miguel Villalobos Aguilera de Meristation.com lo calificó con un 6/10 destacando como aspectos positivos "el ser entretenido y original, incluso en nuestros días" y como aspectos en contra "las escasas novedades incluidas y el ser fácil y corto".

## Curiosidades
- En el modo experto del juego, entre los kiwis a rescatar aparecen Bobblun y Bubblun de la saga Bubble Bobble.
- Los otros videojuegos de la serie Taito Revolution fueron: Rainbow Islands Revolution, Space Invaders Revolution y Bubble Bobble Revolution.
- El título New Zealand Story Revolution significa literalmente "Revolución de la historia de Nueva Zelanda" en el idioma inglés.
- Pequeña censura: En la presentación del juego original uno de los kiwis aparecía recostado fumando un cigarrillo, en esta remake se puede ver al mismo kiwi pero sin el cigarrillo.